# Oh Rose', Rosetta/Signore e signori
Oh Rose', Rosetta/Signore e signori è un singolo di Gino Santercole e I Ribelli, pubblicato in Italia nel 1965. È il 13° singolo inciso dai Ribelli.

## Tracce
Lato A
1. Oh Rose', Rosetta – 2:05 (Detto Mariano, Luciano Beretta, Gino Santercole)

Lato B
1. Signore e signori – 2:37 (testo: Don Backy – musica: Eugene Randolph, Dorian Burton) – Cover di "A Tear Fell" di Ray Charles